# Западные окраины

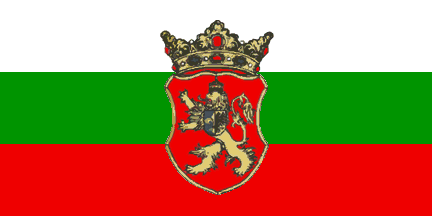
Флаг сербских болгар

Западные окраины (болг. Западни покрайнини) — политико-географический и исторический термин, появившийся в Болгарии после Первой мировой войны для обозначения территорий, уступленных Болгарией в пользу Королевства сербов, хорватов и словенцев по Нейискому миру.
Большая часть территории (1545 км²) сейчас входит в состав Сербии и именно она называется «Западные окраины», тогда как меньшую часть (1028 км² — район Струмицы) приобрела нынешняя Северная Македония.
Сегодня термин не применяется в Сербии, хотя его употребление зафиксировано в международных документах, в том числе в Бледском соглашении 1947 года.